# George Washington (Houdon)
George Washington est une statue de George Washington réalisée par Jean-Antoine Houdon à la fin du XVIIIe siècle.
Basée sur un masque et d'autres mesures de George Washington prises de son vivant par Houdon, elle est issue d'un buste et est considérée comme l'une des représentations les plus fidèles du président américain.
Commande de l'Assemblée législative de Virginie en 1784, la sculpture originale, en marbre de Carrare, fut livrée en 1796. Elle est située dans la rotonde du Capitole de l'État de Virginie à Richmond, mais elle a été copiée de nombreuses fois.
Le choix de l'artiste est confié à Thomas Jefferson, alors ambassadeur en France, qui, avec Benjamin Franklin, recommande Jean-Antoine Houdon, le plus célèbre sculpteur de l'époque. Insatisfait de travailler à partir d'un simple dessin de Charles Willson Peale, envoyé pour le projet de sculpture, et représentant George Washington, et intéressé par la possibilité d'un monument équestre pour le Congrès de la Confédération, Houdon accepte un voyage aux États-Unis pour travailler directement à partir de son modèle. Il demande que soit souscrite une assurance sur la vie pour la durée de son voyage, et que dix mille livres soient versés à sa famille s'il mourrait pendant ce déplacement. Il navigue avec Benjamin Franklin et deux de ses ouvriers de Southampton, en Angleterre, à Philadelphie, en Pennsylvanie. 
Houdon et trois assistants restent à la plantation du Mount Vernon de George Washington à partir de début octobre 1785, prenant des mesures détaillées de Washington, bras, jambes, mains et poitrine, et faisant un moulage de son visage,. En décembre 1785, Houdon rentre en France. C'est dans son atelier français qu'il travaille jusqu'en 1791 ou 1792 à son œuvre, celle-ci étant pourtant signée de 1788.

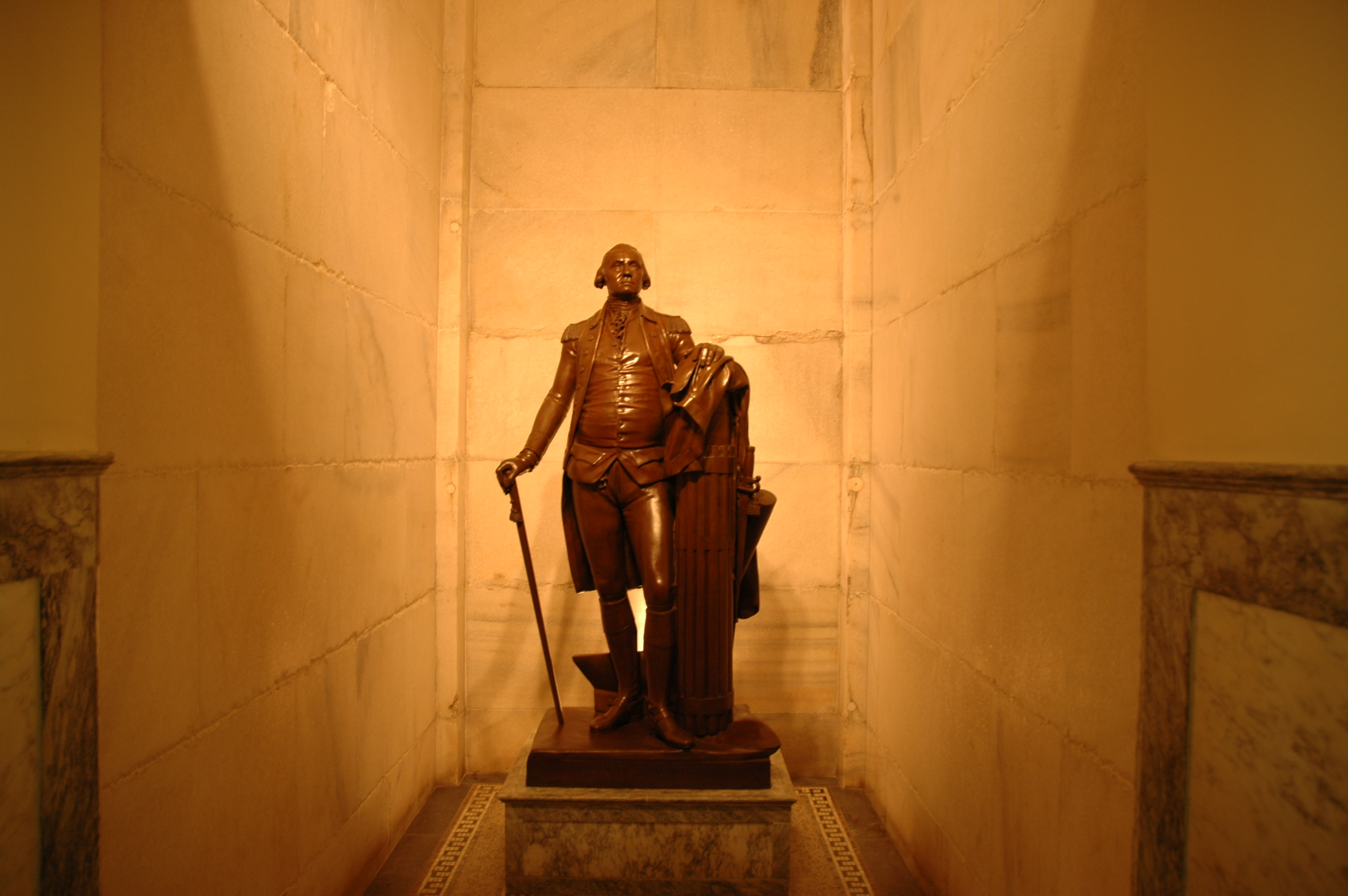
George Washington, copie au Washington Monument.

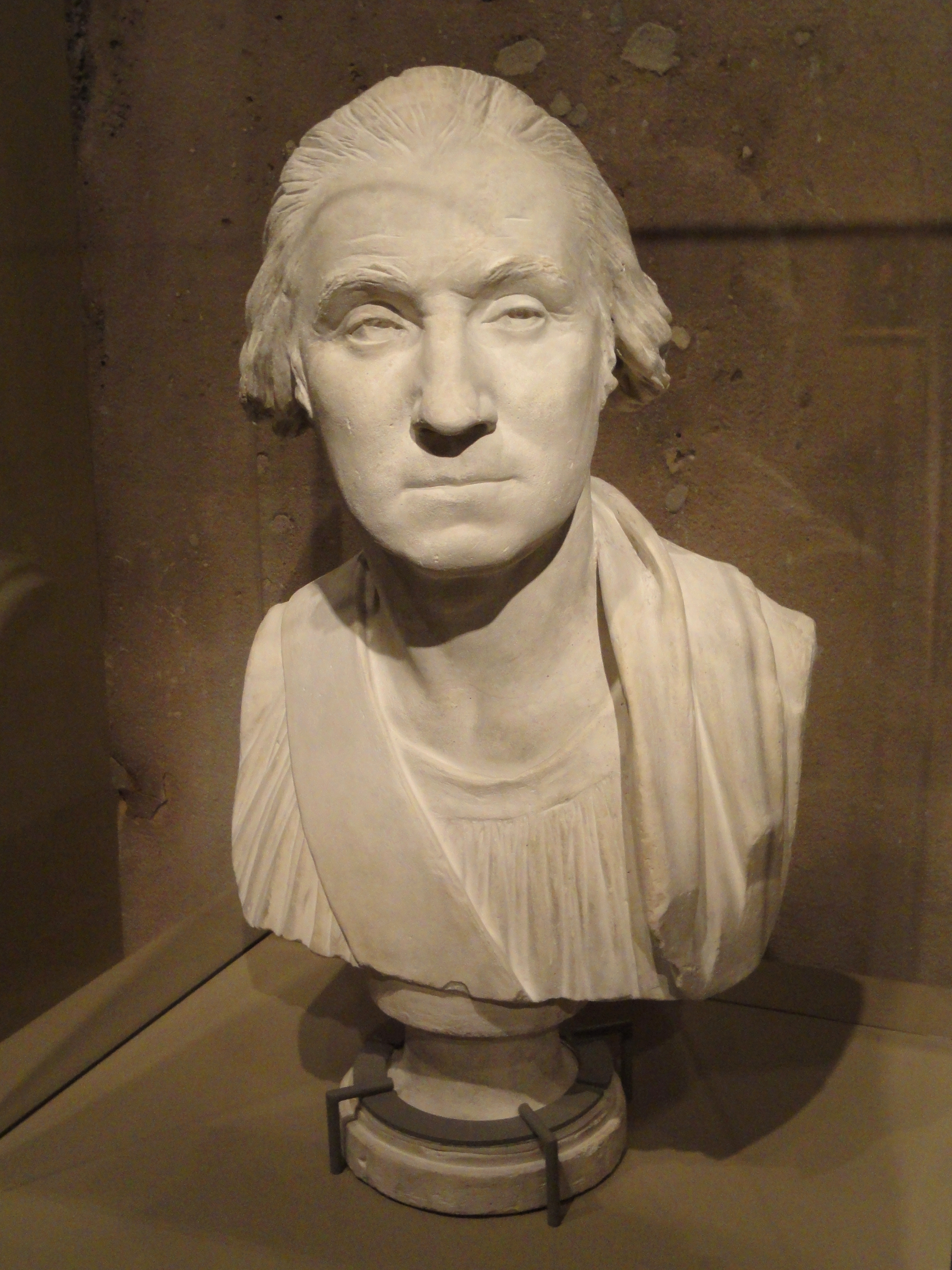
George Washington Buste en plâtre par Jean-Antoine Houdon, 1786, National Portrait Gallery, Washington, DC, États-Unis.

Le 21 juin 2024, un exemplaire en plâtre du buste de George Washington par Jean-Antoine Houdon, est vendu à l'hôtel Drouot par l'étude Thierry de Maigret pour 901.000 euros.